# Ana Paula (remadora)
Ana Paula Madruga de Souza (Lages, 19 de novembro de 1984) é uma remadora paralímpica brasileira.

## Biografia
A jornada esportiva de Ana no âmbito paralímpico teve início em 2009, quando ela procurou uma associação de deficientes físicos em busca de um esporte que a ajudasse a lidar de forma mais eficaz com sua condição, a esclerose sistêmica. Durante sua trajetória até os Jogos no Japão, conquistou o segundo lugar na categoria mista PR3.
Em 2021, Ana Paula recebeu uma homenagem da Alesc, junto com outros mais de 40 atletas e treinadores, que também participaram dos Jogos Olímpicos e Paralímpicos de Tóquio-2020.

## Títulos
Ana Paula ficou em segundo lugar no qualificatório para os Jogos de Tóquio em Gavirate 2021 quatro com misto PR3 e é bicampeã mundial no Mix2x PR3 (2017 e 2018).